# Eduard Valiakhmetov
Eduard Vladimirovich Valiakhmetov (tiếng Nga: Эдуард Владимирович Валиахметов; sinh ngày 26 tháng 2 năm 1997) là một cầu thủ bóng đá người Nga thi đấu cho F.K. Ural Sverdlovsk Oblast.

## Sự nghiệp câu lạc bộ
Anh có màn ra mắt tại Giải bóng đá ngoại hạng Nga cho F.K. Ural Sverdlovsk Oblast vào ngày 12 tháng 5 năm 2016 trong trận đấu với F.K. Spartak Moskva.